# BM-21 Grad

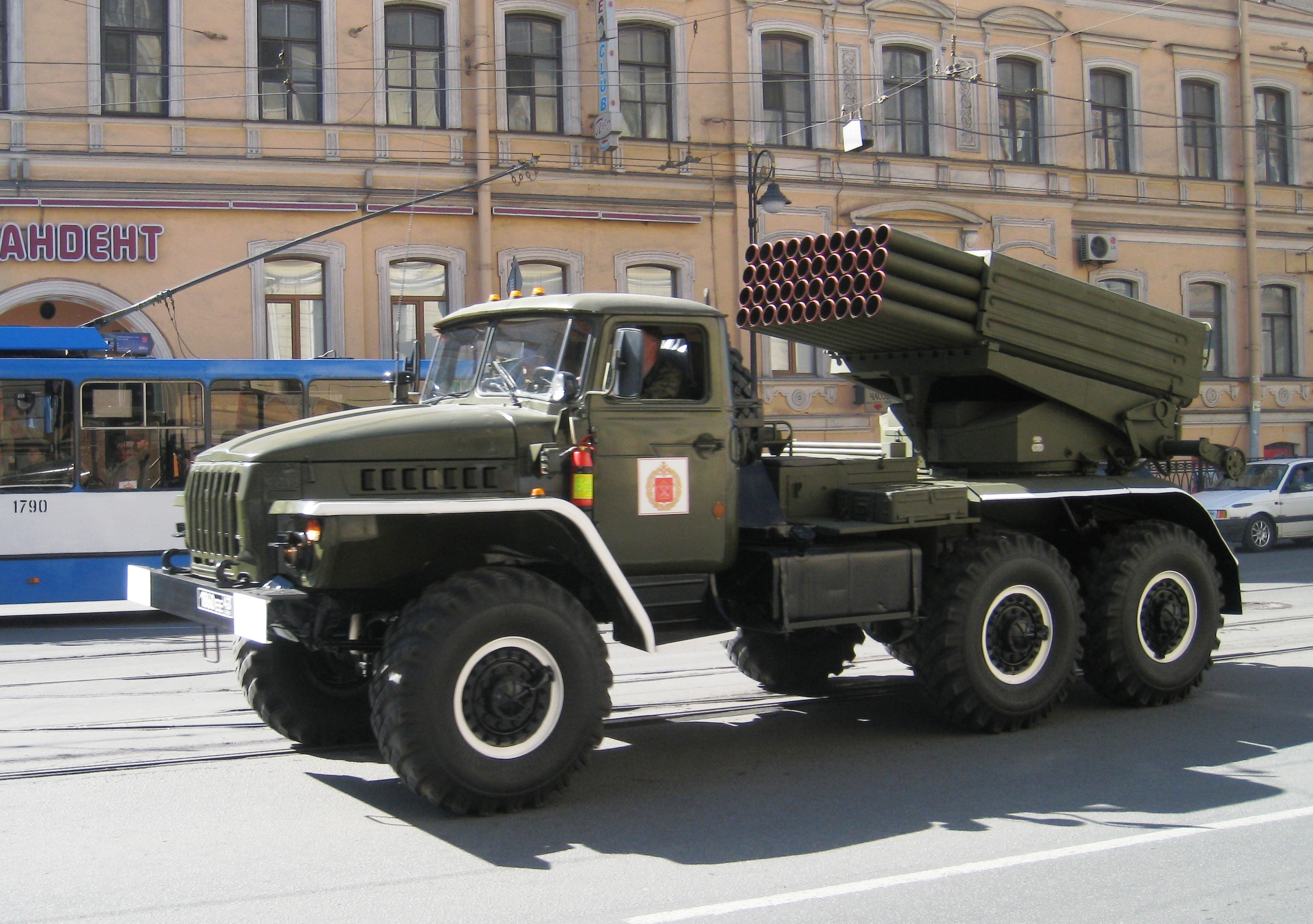
Um BM-21 russo.

O BM-21 "Grad" (em russo:  БМ-21 "Град") é um lançador múltiplo de foguetes autopropulsado de 122 mm criado pela União Soviética. O sistema de lançamento e os mísseis M-21OF foram desenvolvidos na primeira metade da década de 1960 e viram seu primeiro uso em combate em março de 1969 durante o Conflito fronteiriço sino-soviético. O "BM" significa boyevaya mashina (em russo:   боевая машина – veículo de combate) e são apelidados de grad, que significa "granizo". O sistema completo com o veículo de lançamento BM-21 e o foguete M-21OF é designado como sistema de foguete de campo M-21. O sistema completo é mais comumente conhecido como sistema de lançador de foguetes múltiplo Grad.
Sua designação da OTAN é M1964. É utilizado por mais de cinquenta países em dezenas de variantes e viu serviço em dúzias de guerras. A Rússia vem substituindo o Grad de forma ostensiva desde o começo da década de 2010, especialmente pelo sistema Tornado, mas o BM-21 segue em amplo uso pelo país.

## Variantes

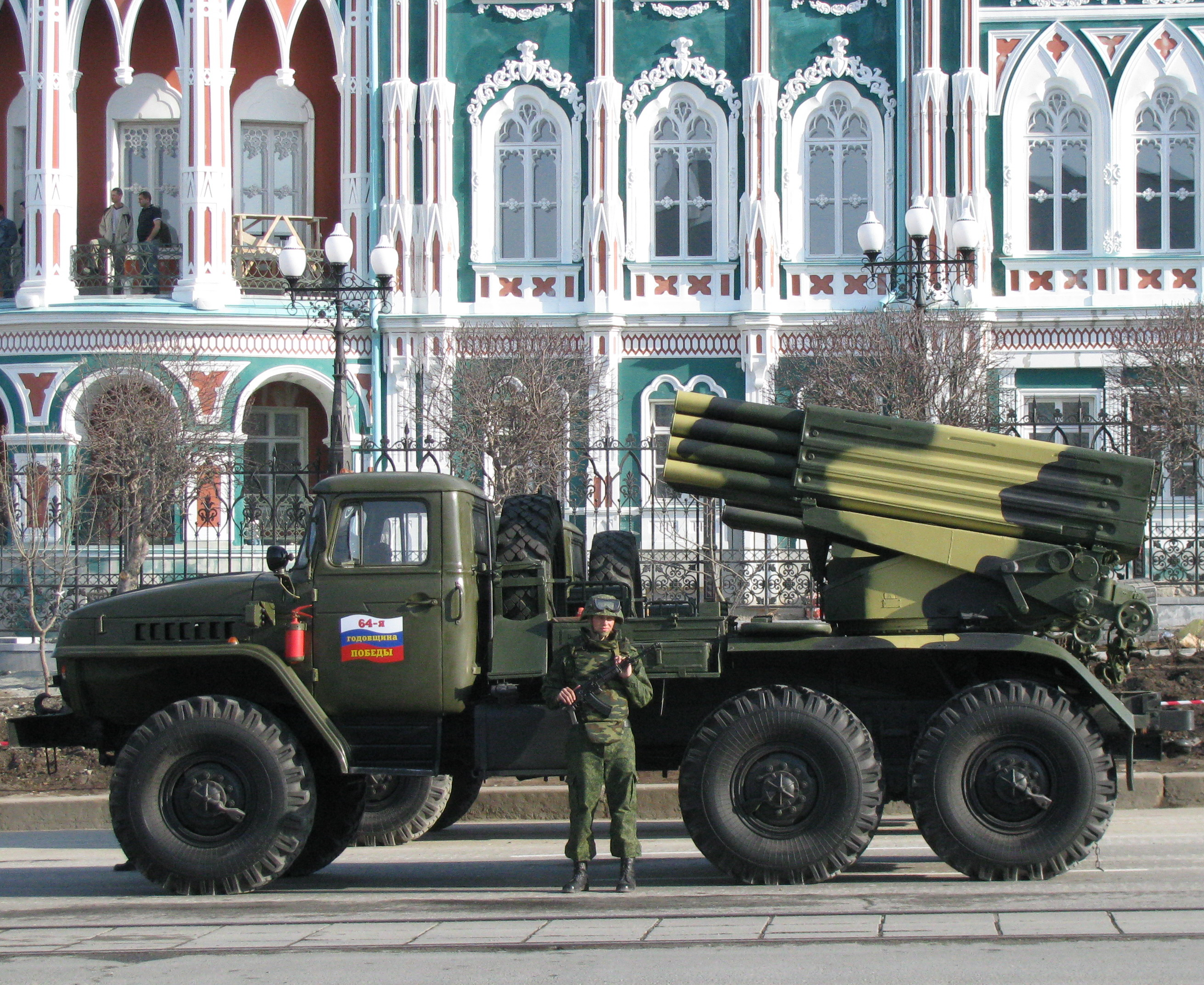
Um veículo BM-21-1 russo.

### União Soviética
- BM-21
  - BM-21-1
  - 2B17 ou também BM-21-1
- 9P138 "Grad-1"
- BM-21V "Grad-V"
- 9А51 "Prima"

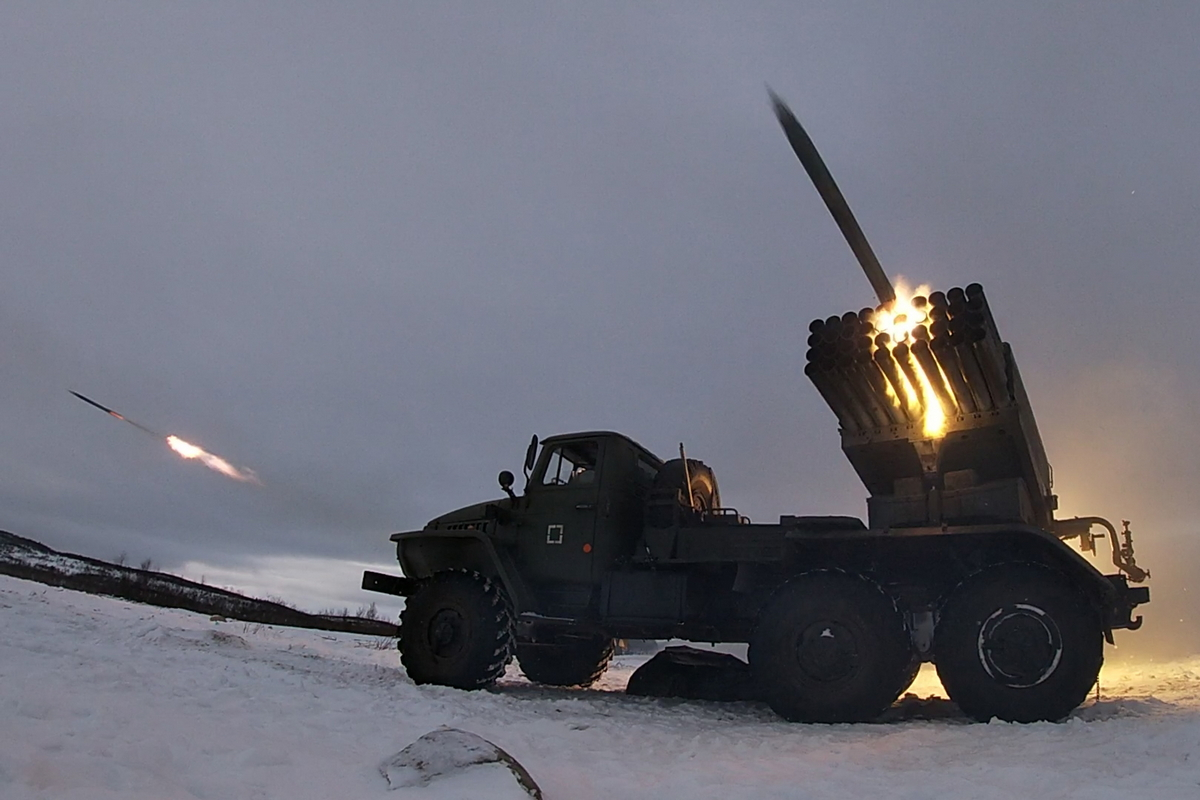
Um exercício de treinamento de combate de artilharia da Frota do Norte em Murmansk, em janeiro de 2023

- "Grad-P Light portable rocket system"
- BM-21PD "Damba"
- A-215 "Grad-M"

### Bielorrússia
- BM-21A "BelGrad"

### China
- Type 81 SPRL
- Type 83 SPRL
- Type 89 TSPRL
- Type 90 SPRL
  - Type 90A
  - Type 90B

### Checoslováquia
- RM-70
  - RM-70/85

### Polónia
- WR-40 "Langusta"

### Egito
- RL-21
- RC-21

### Coreia do Norte
- BM-11
- MRL 122 mm M1977
- MRL 122 mm M1985

### Irão
- HM20
- HM23
- HMxx

### Paquistão
- KRL 122

### Roménia
- APR-21
- APR-40
  - LAROM ou LAROM 160

### África do Sul
- Valkiri
- Bateleur